# قوائم خسوف القمر
يحدث خسوف القمر عندما يتحرك القمر إلى ظل الأرض، مما يتسبب في تعتيم القمر.
هناك عدة قوائم لخسوف القمر تصنف بحسب العصر أو النوع كما يلي:

## القوائم

### النوع
- قائمة خسوفات القمر المركزية[الإنجليزية][1]
- الخسوف الكلي للقمر[الإنجليزية][2]

### تصنيف
- قائمة سلسلة ساروس لخسوف القمر[الإنجليزية][3]
- تحتوي الخسوفات الرباعية (الرباعيات) على قوائم الرباعيات في أواخر القرنين العشرين والحادي والعشرين.

### حسب العصر
- خسوفات القمر حسب القرن[الإنجليزية]
- خسوفات القمر بحسب الأهمية التاريخية[الإنجليزية]